# 杭州地铁19号线
杭州地铁19号线，又称杭州机场轨道快线，亦曾先后被称为中轴快线、K1线、31号线、17号线，是杭州地铁的一条地铁线路，标识色为█海浪青。本线大致呈东西走向，西起余杭区苕溪站，东至萧山区永盛路站，连接杭州西站、杭州东站和杭州萧山国际机场三大交通枢纽。
本线主要沿创景路、文一西路、文三西路、文三路、文晖路、尧典桥路、池塘庙路、东宁路、空港高架路（原杭甬高速）、机场高速、浙航路、永盛路等敷设。线路全长59.167公里（其中地下线长47.1公里，高架段长12公里），其中御道站西至知行路站东区间采用高架线路，与新彭埠大桥及空港高架路（原沪杭甬高速公路杭州市区段）合建；设站18座（其中高架车站4座）；全线设一座车辆段和一座停车场，4座主变电所，共享七堡控制中心。本线采用最高时速120km/h的市域A型车，6节编组。
本线于2019年全线动工，2022年9月22日开通运营。

## 站点简介

### 线路数据
- 营运里程：苕溪-永盛路：59.167km
- 站数：18
- 轨距：1435mm
- 动力电源：1500V接触网供电
- 双线区间：全线
- 电气化区间：全线
- 地下区间：苕溪-火车东站（东广场）南，萧山国际机场西-永盛路，47081米
- 高架区间：御道北-知行路东，12050米
- 最长区间：知行路-萧山国际机场，长10110米
- 最短区间：沈塘桥-西湖文化广场，长1729米

### 车站信息
| 站名               | 换乘路线                     | 所在地 | 站台形式       | 启用日期       |
| ------------------ | ---------------------------- | ------ | -------------- | -------------- |
| 苕溪               | 不適用                       | 余杭区 | 地下二层岛式   | 未开通         |
| 火车西站           | █ 3号线 █ 12号线（规划）     | 余杭区 | 地下三层岛式   | 2022年9月22日  |
| 创景路             | █ 5号线                      | 余杭区 | 地下三层岛式   | 2022年9月22日  |
| 海创园             | █ 12号线（规划）             | 余杭区 | 地下二层岛式   | 2022年9月22日  |
| 荆长路             | 不適用                       | 余杭区 | 地下二层岛式   | 2025年6月30日  |
| 西溪湿地北         | 不適用                       | 西湖区 | 地下二层岛式   | 2022年9月22日  |
| 五联               | 不適用                       | 西湖区 | 地下二层岛式   | 2023年11月30日 |
| 文三路             | █ 10号线                     | 西湖区 | 地下二层岛式   | 2023年2月21日  |
| 沈塘桥             | █ 2号线                      | 西湖区 | 地下三层岛式   | 2022年9月22日  |
| 西湖文化广场       | █ 1号线 █ 3号线              | 拱墅区 | 地下五层岛式   | 2022年9月22日  |
| 驿城路             | █ 18号线（规划）             | 上城区 | 地下四层岛式   | 2023年11月30日 |
| 火车东站（东广场） | █ 6号线                      | 上城区 | 地下五层岛式   | 2022年9月22日  |
| 火车东站（东广场） | 火车东站站： █ 1号线 █ 4号线 | 上城区 | 地下五层岛式   | 2022年9月22日  |
| 御道               | █ 9号线                      | 上城区 | 高架三层侧式   | 2022年9月22日  |
| 平澜路             | 不適用                       | 萧山区 | 高架三层侧式   | 2022年9月22日  |
| 耕文路             | 不適用                       | 萧山区 | 高架三层侧式   | 2022年9月22日  |
| 知行路             | 不適用                       | 萧山区 | 高架二层双岛式 | 2022年9月22日  |
| 萧山国际机场       | █ 1号线 █ 7号线              | 萧山区 | 地下三层岛式   | 2022年9月22日  |
| 永盛路             | █ 7号线                      | 萧山区 | 地下二层岛式   | 2022年9月22日  |

### 车站设计
19号线全线以“锦绣杭城”为概念主题，结合各站点地理位置、站点定位、周边地域文化特征等因素，通过“一站一景”的形式，全景式展现杭州历史、人文、生态、科技、空港的发展。
特色装饰车站：火车西站、创景路、海创园、西溪湿地北、五联、沈塘桥、西湖文化广场、火车东站（东广场）站、御道、知行路、萧山国际机场、永盛路
- 火车西站以“智汇云谷”为主题，提取天空元素营造科技感氛围。
- 海创园站将二进制代码融入空间设计打造现代简约风格。
- 五联站抽象化提取杭州市树香樟树元素，体现江南风情及科技内涵。
- 御道站以“钱江潮”为设计理念，展现钱塘江文化内涵。
- 西湖文化广场站采用超大层高仿拜占庭式建筑帆拱设计。
- 火车东站站台吊顶采用金属镂空和弧形设计。
- 永盛路站采用抽象化的无规则曲线体现丝绸纹路提现“数字丝绸之路”。

## 使用列车

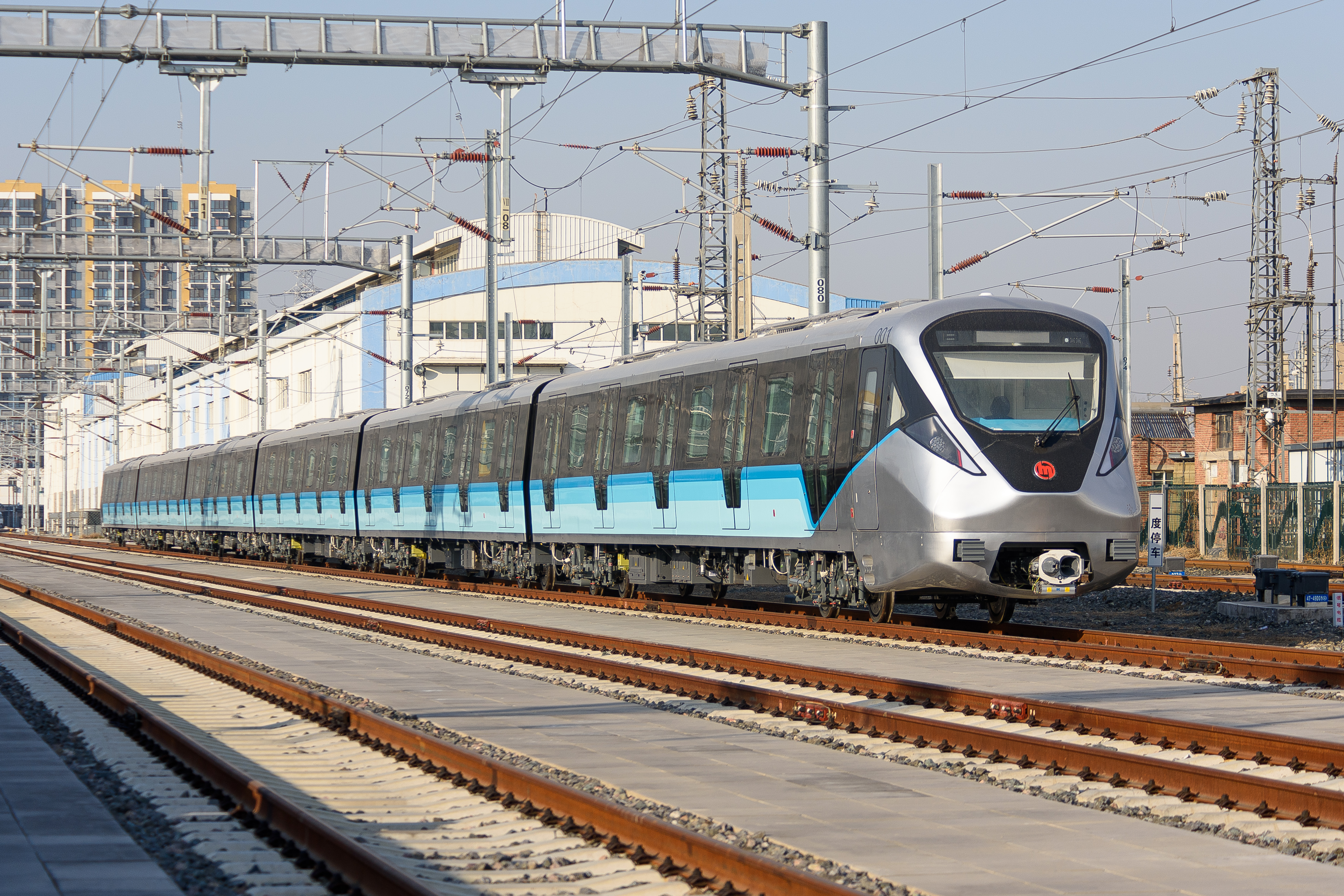
PM179型首组列车停放于北京环行铁道

19号线列车为中国标准地铁列车120千米速度级别市域A型平台首发车型。
- 厂商型号：杭州地铁PM179型地铁列车
- 车辆外观设计： 西班牙 LKS Diara 工业设计有限公司[18]
- 列车整体设计： 中国 中车南京浦镇车辆有限公司
- 制造厂商：中车南京浦镇车辆有限公司，杭州中车车辆有限公司
- 制造年份：2021 ~ 2023
- 外观特征：列车以黑、白、青为主色调，车头与庞巴迪Zefiro系列类似；列车侧边底部有蓝、浅青、浅天蓝色的三条粗色带，车门设有落地玻璃；车头设红色LED方向幕显示车号及终点站。
- 车体材料：铝合金车体
- 列车编组： 6节市域A型编组（4M2T，Tc+Mp+M+M+Mp+Tc）
- 车体尺寸：长：22.0 m × 宽：3.08 m × 高：3.8 m
- 车门宽度：1.4 m
- 供电制式：架空接触网供电，DC 1500 V
- 最高运营速度：120 km/h
- 额定载客量：1784人
- 极限载客量：2460人
- 电气牵引系统：
  - ABB电气原设计 / 广州神铁牵引设备代工生产 AMXM290-SBIMC2CF04 型鼠笼式三相异步交流牵引电动机（额定功率：250 kW，4×4台）
  - 株洲中车时代电气制 t Power-TN28 (UR1/JP6) 型 IGBT-VVVF（1C4M1群方式控制，4组）
  - 株洲中车时代电气制 t Power-AA45 (JR22/JR23) 型 IGBT-SIV（高频并网供电方式，2×2台）
- 转向架：中车南京浦镇车辆制 PW-120E-Ⅱ 型无摇枕式抗蛇行空气弹簧转向架（6×2台）
- 车辆总数：共45列，合计270辆。
- 设施特征：该批列车所有车门上设置有LCD屏幕动态线路图，车厢两端设有红色LED走字信息屏；车内座位为浅蓝色，车厢中部设置行李架，每排座位下均有USB充电座，车厢连接处设有无线充电座；车内设有音频环路助听系统。其中19045号车为亚运主题专列，车内座位、扶手及驾驶台为紫色。

- PM179型列车车厢内饰
- 列车车厢端头的LED走字信息屏及驾驶室间壁门
- 列车车厢中部的行李架
- 列车车门上方的LCD屏幕动态线路图
- 列车车厢连接处的手机无线充电台
- 音频环路助听系统提示标语
- 19045号车外部为杭州亚运会主题贴花
- 19045号车内饰为紫色

## 历史
- 2017年9月，本线随规划变更而增加。[19]

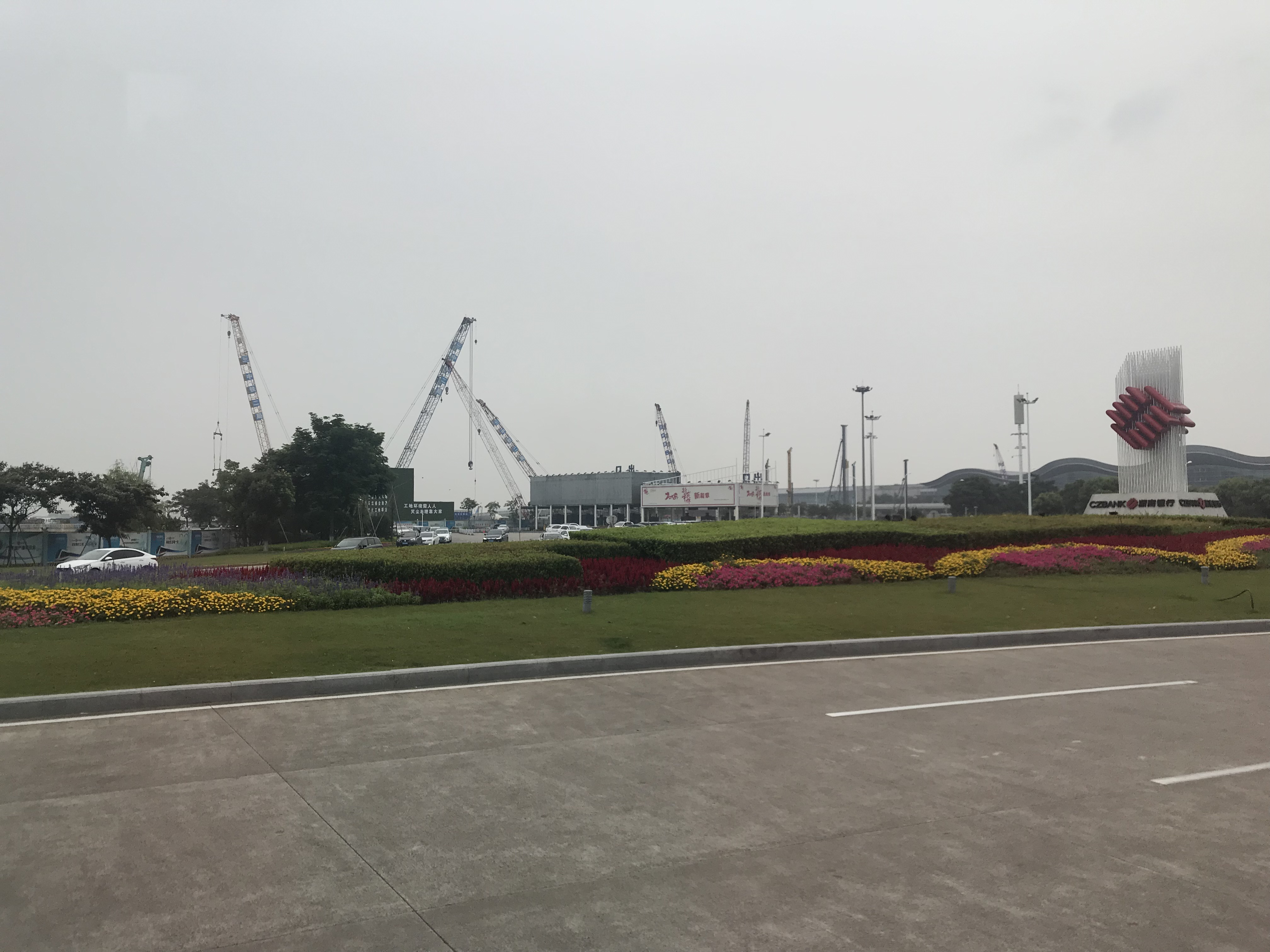
萧山机场附近的建设工地

- 2019年9月15日，苕溪站、杭州西站、创景路站、阿里巴巴站（现海创园站）四个车站开工[20]
- 2021年11月18日，19号线首列车003号在杭州中车出厂。
- 2021年11月29日，19号线车站拟定站名方案开始公示[21]。
- 2022年1月6日，19号线首列车19002运抵靖江停车场[22]
- 2022年3月7日，文三路站至沈塘桥站区间右线盾构完成接收，本线全线洞通。[23]
- 2022年3月11日，御道站至永盛路站区间完成热滑[24]
- 2022年3月22日，苕溪站至阿里巴巴站（现海创园站）区间完成热滑[25]
- 2022年6月15日，19号线车站站名正式获批[16]。
- 2022年9月22日14:00，19号线开通运营，其中苕溪、荆长路、五联、文三路、驿城路五座车站暂缓开通。
- 2023年2月21日运营开始起，文三路站开通运营[26]。
- 2023年11月30日运营开始起，五联站、驿城路站开通运营[27]。
- 2024年3月6日6时至3月31日6时，19号线御道站（不含）-永盛路区间因加装声屏障工程暂停运营服务。[28]
- 2025年6月30日运营开始起，荆长路站开通运营[29]。